# Eugenio Batista
Eugenio Batista González de Mendoza (La Habana, 24 de diciembre de 1900-Miami, 14 de febrero de 1992) fue un arquitecto racionalista cubano.

## Trayectoria
Estudió en la Universidad de La Habana, donde se tituló en 1924. Compaginó la docencia con el ejercicio profesional. En su obra sintetizó modernidad y arquitectura tradicional, siendo de remarcar entre sus realizaciones su propia casa en Miramar (1944), el Anfiteatro de la avenida del Puerto y la remodelación del Parque Central (1960), todos en La Habana. Profesor de Composición Arquitectónica en la Universidad de La Habana, en sus enseñanzas pretendió fijar como cualidades esenciales de la arquitectura cubana tres elementos: el patio, las persianas y los portales.